# Egosintonico
In psicologia si dice egosintonico un qualsiasi comportamento, sentimento o idea che sia in armonia con i bisogni e desideri dell'Io, o coerente con l'immagine di sé del soggetto.
I sintomi delle patologie psichiatriche possono essere egosintonici oppure non esserlo. In genere i sintomi dei disturbi di personalità sono egosintonici (la persona si sente in sintonia coi sintomi, quindi non prova disagio, e sono ritenuti da essa coerenti col resto della personalità).
L'opposto del termine è egodistonico.  

## In psicoanalisi
"Egosintonico" è stato introdotto come termine nel 1914 da Freud in Introduzione al narcisismo, ed è rimasto una parte importante del suo apparato concettuale. 
Otto Fenichel distinse tra impulsi morbosi, che considerava egosintonici, e sintomi compulsivi, che colpivano i loro possessori come "egoalieni". Anna Freud sottolineò come le difese egosintoniche fossero più difficili da esporre degli impulsi egodistonici, perché le prime sono familiari e date per scontate. Anche Heinz Hartmann, e dopo di lui la psicologia dell'Io, fece un uso centrale dei due concetti.
Gli scrittori psicoanalitici successivi hanno sottolineato come l'espressione diretta del represso fosse egodistonica e l'espressione indiretta più egosintonica.